# 小島剛夕
小島 剛夕（こじま ごうせき、本名同じ、1928年11月3日 - 2000年1月5日）は、日本の漫画家。三重県四日市市出身。読み方はたけつねとする説とごうせきとする説がある。諏訪 栄のペンネームを使用していたこともある。

## 人物
三重県四日市市の肖像画家の家に生まれる。映画館の看板描きなどをしながら独学で画を学んだ。生年月日が手塚治虫と同じであり、手塚の「新宝島」を読んで漫画家を志望する。1950年に上京し、紙芝居を描く仕事を始める。1957年、「隠密黒妖伝」（ひばり書房）で貸本デビュー。貸本漫画を描きながら、白土三平のアシスタントとして『カムイ伝』などの作品に関わる。その後白土が連載していた『忍法秘話』（青林堂）に、諏訪栄名義で漫画を執筆する。
1967年、『コミックmagazine』（芳文社）掲載の「土忍記」で一般週刊誌にデビュー。以降、時代劇漫画家として人気を博す。1972年より『漫画アクション』に連載された『子連れ狼』（原作：小池一夫）が大ヒットし代表作となる。
2000年1月5日に死去。71歳没。
現在は、剛夕プロダクションにて著作権の管理を行っている。

## 豆知識
- 一般的な漫画がGペンを使って執筆されるのに対し、小島はペンを使わず筆を用いて執筆していた。
- 白土三平のアシスタントをしていたことがあり、白土の画風がそれまでの漫画的なものから劇画調のリアルなものへ変わるきっかけになったとも言われる。白土の代表作『カムイ伝』の作画は小島が担当した（ただし、物語中盤で作画担当を降板している）。
- 一時期使用していた諏訪栄のペンネームは、当時ひばり書房との専属契約があったための別名義である。故郷である四日市市の諏訪栄町から命名した。
- 女性キャラクターの作画（特に裸体）は「女性が描いた方が艶が出る」という理由で女性アシスタントに担当させていたことがある。のちに独立し、少女漫画誌や成年漫画誌などで活躍する西村つや子はチーフアシスタントであった。ほか、アシスタントのひとりにながやす巧がいた。
- 牛次郎が小島の自宅を訪問したところ、アシスタントは全員女性であったという[2]。

## 受賞
- 2001年 - アイズナー賞（米）最優秀国際作品部門『子連れ狼』
- 2004年 - アイズナー賞 漫画家の殿堂入り

## 主な作品
- 『かなしい白鳥』講談社『なかよし』5月号、1967年（諏訪栄名義）
- 『幕末暗殺秘話』朝日ソノラマ・サン・コミックス　1968年
- 『小島剛夕の土忍記』芳文社　1968年
- 『おぼろ十忍帖』双葉社アクション・コミック　1972年
- 『木枯し紋次郎』（原作:笹沢佐保）
- 『子連れ狼』（原作：小池一夫）双葉社アクション・コミック　1972年-
- 『首斬り朝』（原作：小池一夫）講談社、1972年-1977年
- 『忘八武士道』（原作：小池一夫）日本文芸社・ゴラク・コミック 1973年
- 『斬奸状』滝沢解原作　日本文芸社・ゴラク・コミックス　1977年
- 『餓鬼の惑星』滝沢解原作　日本文芸社・ゴラク・コミックス　1978年
- 『ケイの凄春』（原作：小池一夫）双葉社アクション･コミック 1978年-1980年
- 『斬殺者』（原作：梶原一騎）日本文芸社・ゴラク・コミックス　1979年
- 『掏摸花』船越晞古著　実業之日本社・マンサンコミックス　1981年
- 『乾いて候』小池一夫作　双葉社・アクション・コミックス 1981年-1982年
- 『試衛館の鬼』昴すまる原作　実業之日本社・マンサンコミックス　1980年-1981年
- 『角さんの話』三田鶴吉 けやき出版 1983年
- 『白虎隊』（原作、杉山義法）日本テレビ放送網　1986年
- 『童あそび 四季の詩 小島剛夕画集』双葉社　1986年
- 『甲斐の虎 武田信玄』角川書店、1987年-1988年
- 『料理人（つくりにん）』昴すまる原作　けいせい出版、1988年　のち中公文庫
- 『一休伝』水上勉原案 佐々木守脚色 平凡社　1989年-1990年
- 『激突』小池一夫作　勁文社　1989年
- 『春が来た』小池一夫作　小池書院、1990年
- 『橘カオル物語』深見青山原作監修 橘出版 神霊コミック・シリーズ　1992年
- 『奥の細道隠密行 新説』石堂秀夫作　学習研究社　1995年
- 『片目柳生』翔泳社　1995年
- 『宮本武蔵』佐々木守作　笠倉出版社　1995年
- 『信長公記 マンガ日本の古典』（中央公論社）1996年　のち文庫
- 『半蔵の門』角川書店、1988年-
- 『蜘蛛巣城』黒澤プロダクション原作　中央公論社　マンガ黒澤明時代劇 1998年
- 『小島剛夕忠臣蔵』1998年　講談社漫画文庫
- 『椿三十郎』山本周五郎、黒澤プロダクション原作　中央公論社　マンガ黒澤明時代劇　1998年
- 『華別れ 小島剛夕遺稿集』双葉社　2000年